# Луїс Тулсон
Луїс Тулсон (англ. Lois Toulson; нар. 26 вересня 1999, Гаддерсфілд, Західний Йоркшир, Йоркшир і Гамбер, Англія, Велика Британія) — британська стрибунка у воду. Учасниця Олімпійських Ігор 2016, 2020 років.